# Józef Sowiński

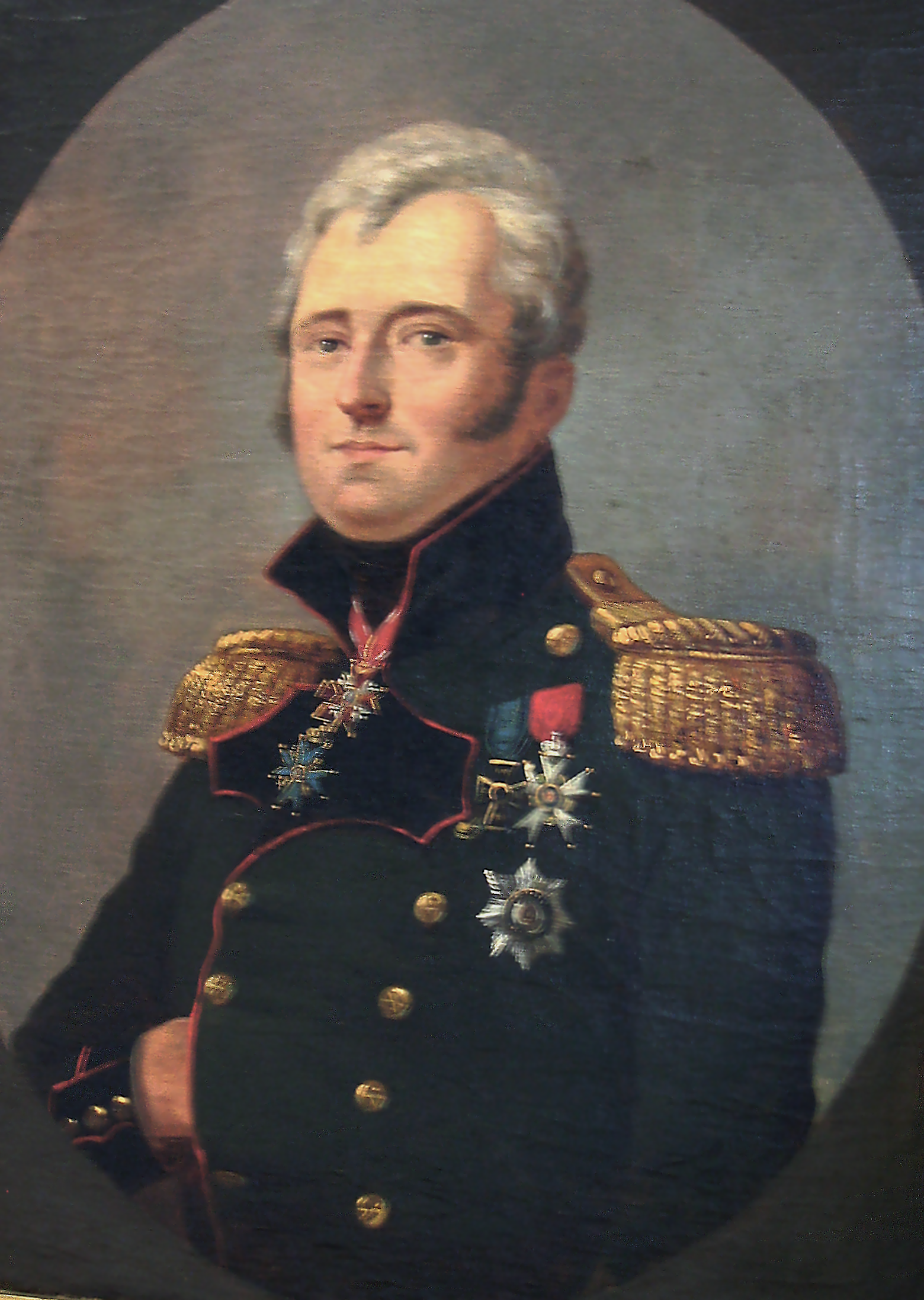
General Sowinski

Józef Longin Sowiński (* 15. März 1777 in Warschau; † 6. September 1831 ebenda) war ein polnischer Generalmajor.

## Leben

### Jugend bis zur 3. Teilung Polens
Sowinski wurde in der Familie eines königlichen Beamten und Rechtsanwalts neuadeliger Herkunft geboren. Der Vater, Cyprian Thomas († um 1810), war Vertreter der Städte Krakau und Lublin beim polnischen Kanzleramt in Warschau. 1776 wurde er geadelt und erhielt als königliche Gabe das Gut Gawlowo bei Zakroczym. Er besaß auch zwei Landgüter in der Umgebung von Sieradz. Josef Sowinski erhielt seine Ausbildung an der Warschauer Ritterakademie, wo er am 1. September 1791 als Schüler der 4. Klasse immatrikuliert wurde. Am 19. April 1794 trat er, zusammen mit anderen Kadetten der Ritterakademie dem Kościuszko-Aufstand bei und wurde zum Leutnant befördert. Er diente in der Kavallerie in der Brigade des Generals Jan Henryk Dąbrowski, nahm an der Verteidigung Warschaus gegen die Russen und die Preußen teil und später an den letzten Kämpfen der polnischen Armee gegen die Preußen in der Umgebung von Bromberg.

### In der preußischen Armee
Nach der 3. Teilung Polens im Jahre 1795 wurde er, aus der aufgelösten Armee entlassen, nunmehr preußischer Untertan. Er verbrachte ein paar Jahre auf dem Gut seiner Eltern bei Sieradz und trat 1799 in die preußische Armee ein (wahrscheinlich zusammen mit seinem jüngeren Bruder Andreas, dessen Sohn Alexander 1895 als preußischer Oberst starb), wo er bis 1811 verblieb. Man erkannte anfänglich seinen Offiziersrang nicht an und er diente als Unteroffizier der Berittenen Artillerie im Korps des Generals von L’Estocq. In 1801 wurde er zum Sekondeleutnant und 1810 zum Premierleutnant befördert. Sowinski nahm an vielen wichtigen Gefechten der Kriege gegen Napoleon teil und gewann die Freundschaft seines unmittelbaren Vorgesetzten, des Prinzen August von Preußen. Für seine Taten während der Schlacht bei Preußisch Eylau wurde er vom König Friedrich Wilhelm III. nachträglich am 12. Januar 1821 mit dem Orden Pour le Mérite ausgezeichnet. In der Schlacht bei Friedland am 14. Juni 1807 wurde er verwundet. Am Ende seiner Karriere im preußischen Heer befehligte Sowinski eine Kompanie der Berittenen Artillerie in der brandenburgischen Gardebrigade. Am 27. Februar 1811 erhielt er den ehrenhaften Abschied aus der Armee „wegen tadelloser Führung während seiner Dienstjahre“.

### In der Armee des Herzogtums Warschau
Nach dem Abschied aus der preußischen Armee trat Sowinski ein halbes Jahr später in das Heer des Herzogtums Warschau ein, wo er Hauptmann in einem Regiment der Berittenen Artillerie wurde. 1812 nahm er am Russlandfeldzug Napoleons teil und wurde am 5. September 1812 während der Schlacht bei Borodino in einem Teilkampf bei Moschaisk schwer verwundet. Sein rechtes Bein wurde bis zum Knie durch eine Kanonenkugel zerschmettert, er kommandierte seine Artillerie weiter, auf dem Boden zwischen den Kanonen liegend. Sein rechtes Bein musste amputiert werden. Seitdem gebrauchte er ein Holzbein. Aus dem Schlachtfeld bei Borodino wurde er in ein Lazarett nach Moskau verbracht und dort von den fliehenden Franzosen zurückgelassen, aber weiterhin von den Russen gepflegt. Für seine Tapferkeit während des Feldzuges erhielt er die Orden Virtuti Militari und die Ehrenlegion. Bis 1813 war er russischer Kriegsgefangener, nach der Inkrafttretung der Allianz zwischen Preußen und Russland wurde er durch Betreiben seines alten Gönners, des Prinzen August von Preußen, freigelassen, kehrte am 1. November 1813 über Riga und Mitau nach Warschau zurück und wurde 1814 zum Major befördert.

### In der Armee Kongresspolens
Nach der Entstehung Kongresspolens arbeitete Sowinski im Rang eines Oberstleutnants bis 1820 als Kommandant des militärischen Bauwesens und später als Oberst war er Rektor einer höheren Offiziersschule. Durch seine kluge Politik hielt er die Eleven seiner „Applikationsschule“ aus allen Konflikten zwischen der russischen Führung des Landes unter Großfürst Konstantin Pawlowitsch Romanow und dem polnischen Offizierskorps heraus. 1822 erhielt Sowinski den russischen Sankt-Anna-Orden 2. Klasse mit Bruststern.

### Der Novemberaufstand und der Tod
Nach dem Ausbruch des polnischen Novemberaufstandes im Jahre 1830 schloss Sowinski die Türen seiner Schule und verbot den Schülern, das Gebäude zu verlassen, denn an ein Gelingen des Aufstands glaubte er nicht. Erst später schloss er sich dem Aufstand an und wurde zum Befehlshaber der Warschauer Artilleriegarnison ernannt, war jedoch als Invalide vom Frontdienst befreit. Erst im Sommer 1831 durfte er zum aktiven Dienst zurückkehren, wurde zum Oberbefehlshaber der Verteidigung der westlichen Warschauer Vorstadt Wola ernannt und am 22. August 1831 zum Generalmajor befördert.

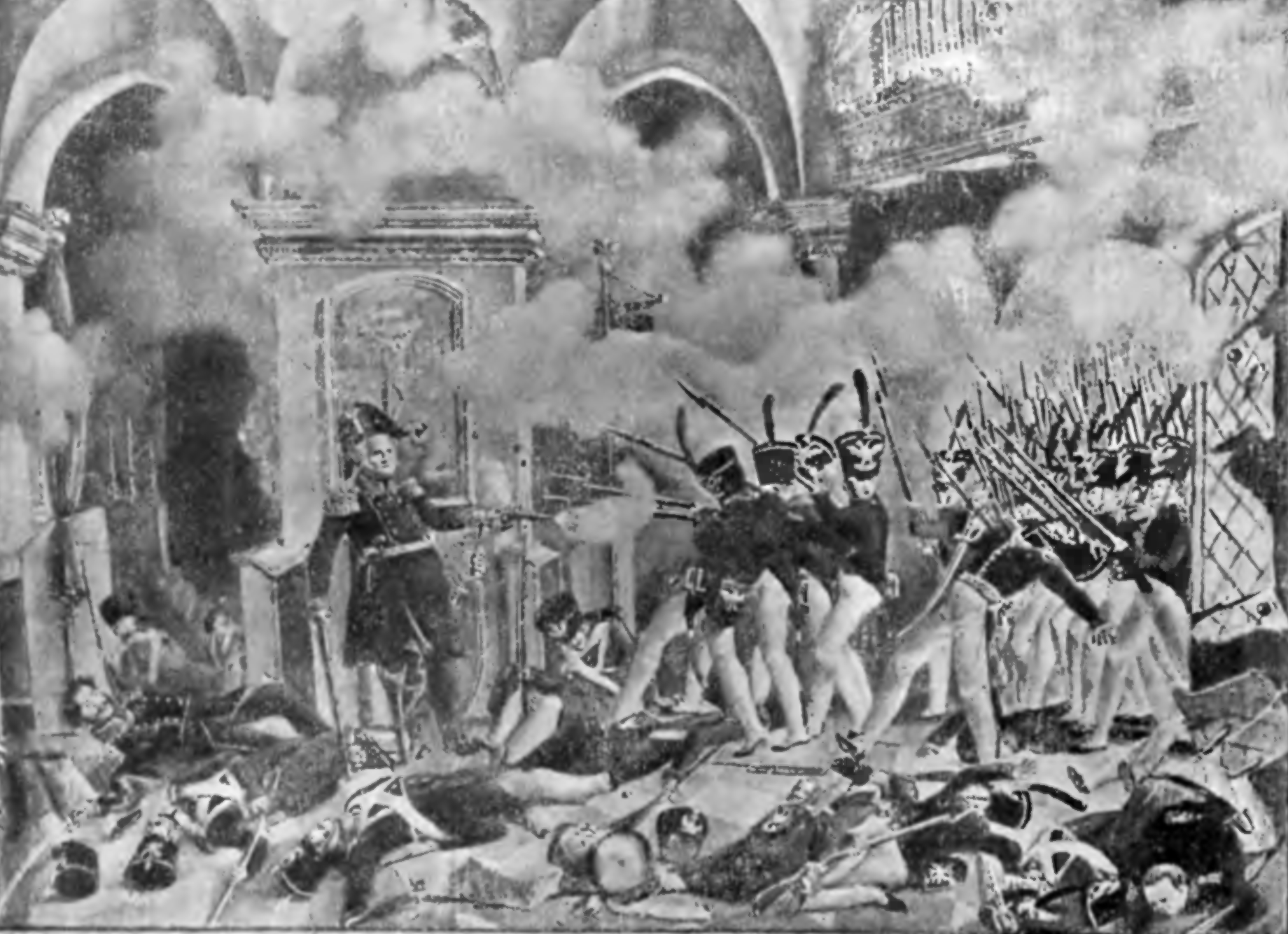
Der Tod des Generals

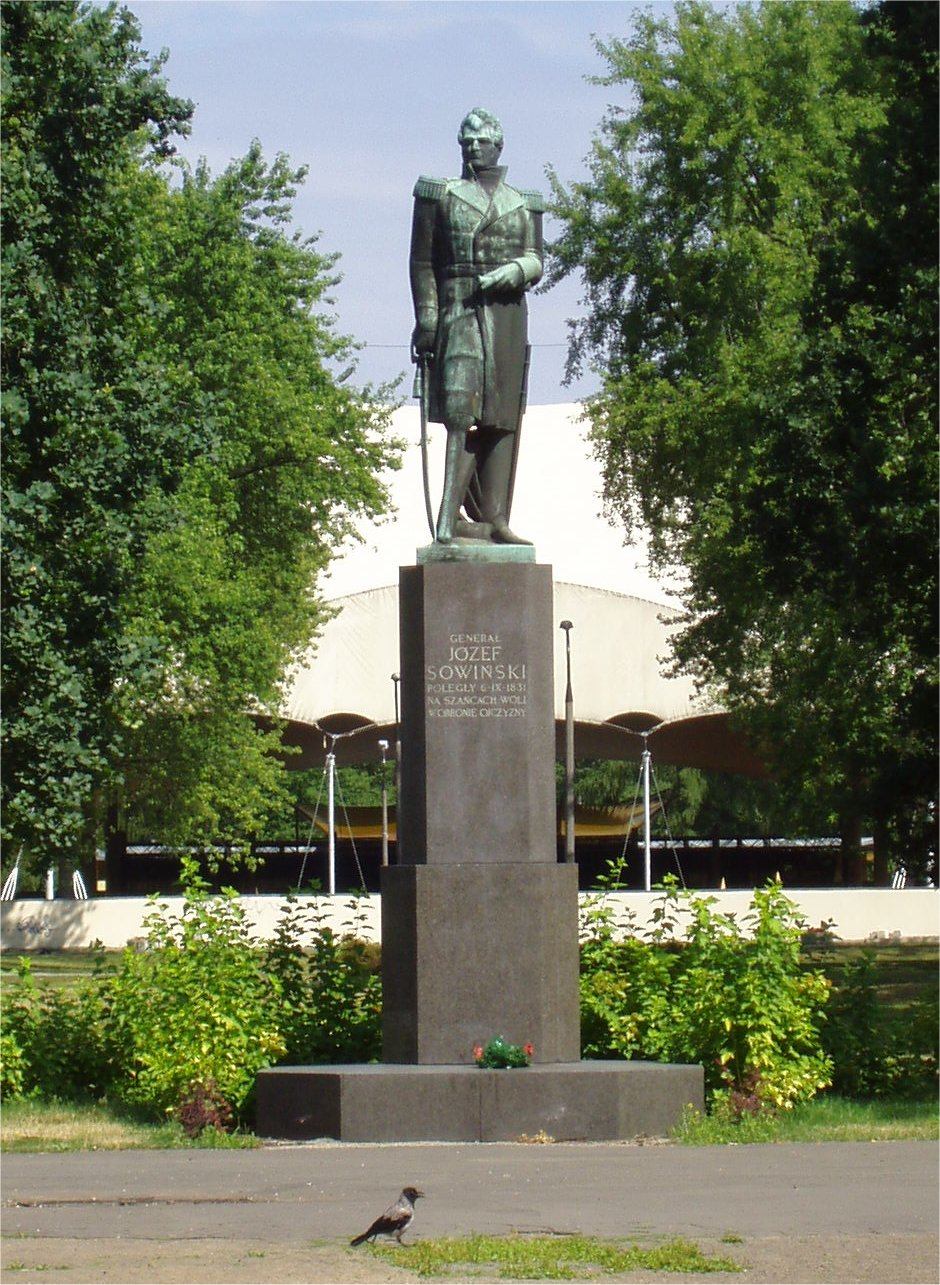
Das 1937 errichtete Denkmal des Generals Sowinski im Sowinski-Park von Wola

Der Hauptangriff der Russen wurde am 6. September gerade gegen Wola gerichtet. Sowinski verfügte über 1300 Soldaten und 12 Geschütze, der Feind besaß 11 Bataillone der Infanterie und 76 Kanonen. Der Widerstand war aussichtslos. Während des letzten Kampfes, der mit Bajonetten geführt wurde, fiel auch General Sowinski neben seinen letzten Soldaten. Am Tage danach begab sich seine Witwe auf das Schlachtfeld, um nach seiner Leiche zu suchen, fand sie jedoch nie. Nach ein paar Tagen erschien bei ihr ein russischer Soldat, der ihr den Spazierstock des Generals übergab.
Auch Ausgrabungen in der Nähe seines Gefechtsstandes, die in den 1930er-Jahren durchgeführt wurden, brachten keine Ergebnisse. Wahrscheinlich wurde er sofort nach seinem Tod in einem Massengrab verscharrt, oder in einen der zahlreichen Sümpfe in der Umgebung seines Forts hineingeworfen.
Sowinski war zweimal verheiratet: bis 1815 mit der pommerschen Adligen Henriette von Brockhausen und ab 1815, nach der Scheidung von Henriette, mit Katharina, geb. Schraeder, verw. Jonas (1776–1860). Beide Ehen verblieben kinderlos. Das Begräbnis der Katharina auf dem Warschauer Evangelisch-Reformierten Friedhof am 12. Juni 1860 versammelte Tausende von Trauergästen und wurde zur ersten großen nationalen Manifestation seit der Niederlage des Novemberaufstandes.

## Kultfigur
Nach seinem Tode wurde Sowinski, wie kein anderer General des Novemberaufstandes, zur Symbolfigur des soldatischen Mutes und der Vaterlandsliebe. Man trug Ringe, Knöpfe und Anhänger mit seinem Abbild, er wurde in der Literatur und Dichtung besungen (u. a. von Juliusz Słowacki, Maria Konopnicka und in Deutschland von Justinus Kerner), es gibt auch zahlreiche Gemälde mit der Darstellung seines Todes, u. a. vom berühmten Bataillenmaler Wojciech Kossak. Der um 1937 angelegte Park in der Umgebung seines alten Forts trägt seinen Namen und besitzt sein Denkmal. Mehrere polnische Städte besitzen Straßen, die nach ihm benannt wurden.

## Literarische Rezeption
Justinus Kerner
Sowinsky (Sämtliche Werke, Band II. S. 156–157)
| Als zweihundert Feuerschlünde donnernd: „Auf zum Kampfe!“ riefen, Und der Moskowiten Scharen stürmend gegen Warschau liefen, Sieht ein Häuflein Polensöhne man vor Wolas Kirche streiten, Einen Wall von Russenleibern sich zur Schanze kühn bereiten. Ihren Führer schaut! den Alten, wohl auf einem Stelzfuß steht er, Schnee sein Haupt bedeckt, doch ein Jüngling Feinde mit dem Schwerte mäht er. Vaterland und Freiheit brachten dem die Glut der Jugend wieder, Haut zu Wolas Kirche Bahn sich durch der Feinde felsige Glieder. Vor dem Altar mit dem Häuflein steht er bald, ruft „Brüder! Treue! Laßt uns sterben, aber sterben nur als Polen, nur als Freie.“ | Wild ertönen Feindesstimmen: „Tor! Ergib dich, wirst zum Spotte!“ Er hoch aus der Kirche Fenstern gibt mit Tod Antwort der Rotte! Jetzt gleich aufgereizten Uren stürmen die an Tor und Gittern, Dringen durch geborstne Mauern – Steine, nicht die Polen zittern. Säulenfest sie stehn am Altar, doch es wächst der Feind, der stolze, Alle fallen, nur Sowinsky steht noch auf dem Fuß von Holze. Da mit Achtung tritt der Feinde Führer vor und spricht zum Greise: „Ruf Pardon! tot sind die Deinen, längre Wehr ich Wahnsinn heiße.“ Doch der auf dem Fuß aus Holze gibt ihm Antwort aus Pistolen; Ruft, daß rings erdröhnt die Halle: „Das ist der Pardon der Polen!“ Und als dies er hat gerufen, sinkt auch er im Tode nieder. Also starb der Sohn der Freiheit. – Still ward's in der Kirche wieder. |

Kerner hat sein Gedicht mit einer gereimten Anmerkung versehen: „Wie auch der Tapfere sich nennt/Ob Russe, Pole oder wie?/Ihm huldigt die Poesie/Denn keine Politik sie kennt“.